# فرودگاه سامرست (نیوجرسی)
فرودگاه سامرست (نیوجرسی) (به انگلیسی: Somerset Airport (New Jersey)) (به زبان بومی: George Walker Field) یک فرودگاه همگانی بهره‌برداری هوایی است که یک باند فرود آسفالت دارد و طول باند آن ۸۳۳ متر است. این فرودگاه در کشور ایالات متحده آمریکا قرار دارد و در ارتفاع ۳۲ متری از سطح دریا واقع شده است.